# Erling Skakke
Erling «Skakke» Ormsson (* 1115 in Etne (Hordaland); † 18. Juni 1179 in Nidaros) war ein norwegischer Häuptling in der Zeit der Bürgerkriege und eine Zeitlang de facto Herrscher des Landes. Er stammte aus einem bedeutenden Geschlecht. Nach Angaben in der Fagrskinna und in den norwegischen Königssagas (Heimskringla) stammte er von den Ladejarlen und Arnmødlingen ab. Sein Vater Kyrpinga-Orm Svensson war Ziehvater des Königssohns Magnus Haraldsson, seine Mutter war Ragnhild Skulesdottir. Sein älterer Halbbruder Ogmund Dengje (* 1089) war Ratgeber der Haraldssöhne und genoss Zeit seines Lebens noch höheres Ansehen als Erling.
Erling Skakke zog mit dem Jarl von Orkney Rögnvald Kali Kolsson 1152–1155 auf Kreuzzug. Er bereiste Palästina, Konstantinopel und Rom. Vor Sizilien kam es zum Kampf mit den Arabern. Er wurde dabei am Hals getroffen, so dass sein Kopf anschließend schief (på skakke) stand; dies brachte ihm seinen Namen ein.
1162 geriet Erling in Verdacht, in der Seeschlacht vor der Insel Sekken im Romsdalsfjord seinen Rivalen Håkon Herdebrei getötet zu haben. Håkon war in der Schlacht gefangen genommen worden und starb, während seine Leute auf Erlings Schiff waren.

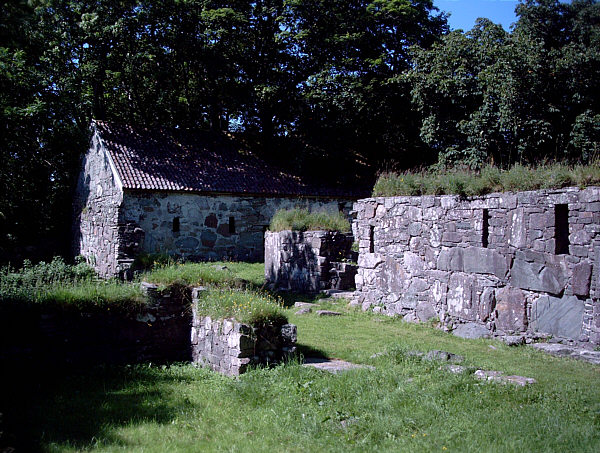
Ruine des Klosters Halsnøy, Hauptgebäude

Erling Skakke war nach König Inges Tod 1161 einer der Führer der Lendmannspartei, die für einen Einheitskönig eintrat. Er hatte 1153 Kristin (* 1125), die Tochter Sigurd Jorsalfares, geheiratet. Gemeinsam hatten sie acht Kinder. Ihr Sohn Magnus Erlingsson wurde 1161 als Minderjähriger zum König gewählt und 1163 im Alter von acht Jahren gekrönt. Für ihn übte Erling die Regentschaft aus.
Im Zusammenhang mit der Krönung seines Sohnes gründete Erling 1163/64 das Kloster Halsnøy am Hardangerfjord.
Erling Skakke kämpfte 1166 erfolgreich gegen den Aufstand des Olav Ugjæva († 1169), dessen Männer ihn aus dem Hinterhalt am Rydjøkul bei Sørum überfielen und verwundeten. Erling entkam knapp, besiegte Olav 1168 in der Schlacht bei Våler, wurde selbst aber 1179 in der Schlacht am Kalvskinn in Trondheim von den Männern Sverre Sigurdssons getötet. Sverre ehrte ihn durch eine Rede bei der Begräbnisfeier in der Kirche. Erlings Sohn Magnus V. blieb König von Norwegen bis 1184.